# Rio São Francisco (Paraná)
O rio São Francisco é um curso de água que banha o estado do Paraná. Possui 72,1 km de extensão, nasce em Santos Dumont no município de Cascavel e deságua no rio Paraná. 